# Lori Sandri
Lori Sandri (sinh ngày 29 tháng 1 năm 1949) là một cựu cầu thủ và huấn luyện viên bóng đá người Brasil. Ông từng dẫn dắt Đội tuyển bóng đá quốc gia Các Tiểu vương quốc Ả Rập Thống nhất từ 1997, 1998.